# David Hellenius
Nils David Hellenius, född 28 februari 1974 i Järfälla, är en svensk komiker, skådespelare och programledare i TV.

## Biografi
Hellenius har gjort flera TV-program tillsammans med Peter Magnusson. De båda spelar också i de svenska långfilmerna Sommaren med Göran (2009) och En gång i Phuket (2012). Sedan 2010 leder han sin egen talkshow Hellenius hörna på TV4.
Hellenius rolltolkning av karaktären Robert i filmen ”Lyckligare kan ingen vara”, i regi av Staffan Lindberg, recenserades den 20 december 2018 i Dagens Nyheter: ”Det känns som att jag håller på att gå sönder”, förklarar han för sin fru, med ungefär samma ledsna uttryck som om han glömt tömma diskmaskinen.”
Hellenius har utsetts till "Årets manliga programledare" på Kristallengalan 9 gånger: 2010, 2013, 2014, 2015, 2017, 2018, 2019, 2020 och 2022.
Hellenius är Unicef-ambassadör sedan april 2011. Den 24 juni 2012 var Hellenius sommarpratare i P1.
Sedan 2021 är Hellenius programledare i Masked Singer Sverige.

### Familj
David Hellenius är sedan 2009 gift med programledaren Renée Nyberg, som han har sonen Leo Hellenius (född 2006) med. Han är dotterson till musikern Gunnar Svensson.

## Filmer och TV-serier
- 2009 – Sommaren med Göran - En midsommarnattskomedi
- 2012 – En gång i Phuket
- 2014 – Kärlek deluxe
- 2014 – Micke & Veronica
- 2016–2019 – Finaste Familjen (TV-serie), TV4
- 2018 – Lyckligare kan ingen vara
- 2021 – Masked Singer Sverige (TV-serie)
- 2023 – Ett sista race

## TV-program
- 1997–1998 – Fredagspuls (TV-serie), TV4 (med Tilde de Paula)[8]
- 1997 – Rallyplaneten (TV-serie) TV4
- 2000 – Ventil (TV-serie),
- 2001–2002 – Pyjamas (TV-serie), ZTV
- 2003 – Pass på (TV-serie), ZTV
- 2003 – Slussen (TV-serie), TV3
- 2004 – Idol 2004 (TV-serie), TV4
- 2005 – Stadskampen med David och Peter (TV-serie), TV4
- 2005–2007 – Hey Baberiba (TV-serie), TV4
- 2006–2020 – Let's Dance (TV-serie), TV4
- 2007 – Tack gode gud! (TV-serie), TV4
- 2007 – Fredag hela veckan (TV-serie), TV4
- 2008 – Det sociala spelet (TV-serie), TV4
- 2008 – Humorgalan (TV-serie), TV4
- 2009 – Kändisdjungeln (TV-serie), TV4
- 2010 – Hellenius hörna (TV-serie), TV4
- 2011 – Stockholm-Båstad (TV-serie), TV4
- 2012 – X Factor Sverige (TV-serie), TV4
- 2013–2014 – Helt sjukt (TV-serie), TV4
- 2018 – Bingolottos uppesittarkväll (TV-serie)
- 2018 – Skavlan (TV-serie)